# Upplands runinskrifter 124
Runinskrift U 124 är en runsten som står i Karlbergs slottspark, Solna kommun i Stockholms län. 

## Stenen
Stenen stod ursprungligen vid Stenbrottet i Ösby. 1921 hittades den emellertid på sopstationen i Solna och kunde flyttas till slottsparken och restes där 1922. Ornamentiken är konstnärligt driven i Urnesstil och består av ett slingrande rundjur som tangerar ett kristet kors.

## Inskriften

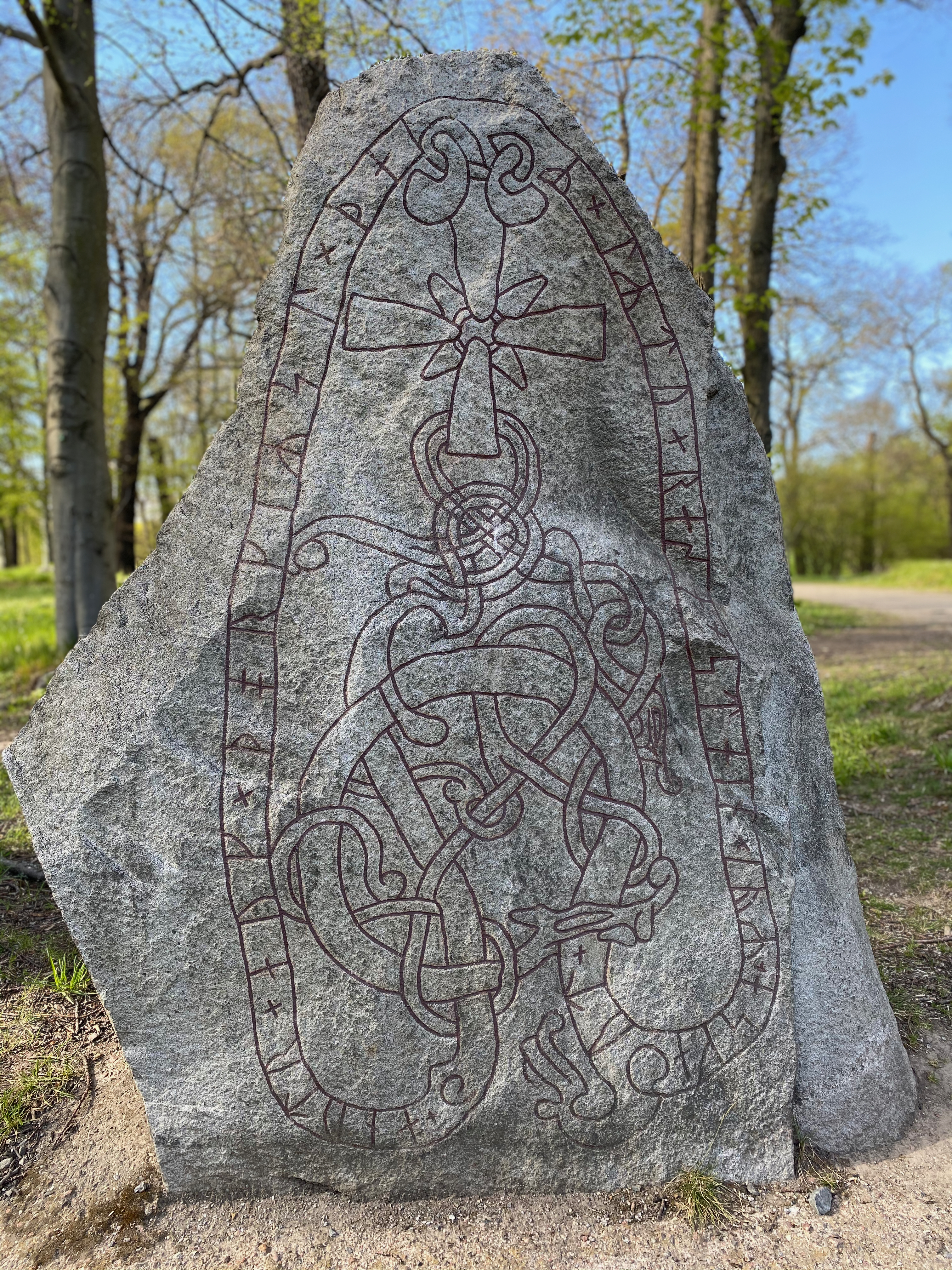
Stenen i maj 2020.

Runor:

     ᛭ᛅᚾᚢᛏᚱ᛭ᛅᚢᚴ×ᚦᚬᚱᚴᛁᛦᛋᛚ×ᚦᛅᛁᛦ×ᛚᛦᛏᚢ×ᚱᛅᛋᛅ×ᛋᛏᛅᛁᚾ×ᛁᚠᛦ᛭ᛅᛋᚴᛅᚢᛏ᛭
Translitterering av runraden:
+ anutr + auk × þorkiʀsl × þaiʀ × lʀtu × rasa × stain × ifʀ + askaut +
Normalisering till runsvenska:
Anundr ok Þorgisl þæiʀ letu ræisa stæin æftiʀ Asgaut.
Översättning till nusvenska:
Anund och Torgils de läto resa stenen efter Åsgöt.

### Fotnoter
1. ↑  Fornminnesregistret: 4:1
2. 1 2 3  Samnordisk runtextdatabas, U 124, 2014
3. 1 2  Elias Wessén, Sven B.F. Jansson, red (1940-1943). Sveriges runinskrifter. Bd 6, Upplands runinskrifter, del 1. Stockholm: KVHAA. http://www.raa.se/runinskrifter/sri_uppland_b06_text_3.pdf